# ذا ستيت (مسلسل بريطاني)
ذا ستيت - الدولة، (بالإنجليزية: The State)‏، مسلسل تلفزيوني بريطاني قصير، انتج عام 2017، مكون من أربع حلقات، تدور أحداثه حول انضمام افراد من الدول الغربية لتنظيم الدولة الإسلامية (داعش) في سوريا خلال فترة حكما للرقة وإعلان دولة خلافة اسلامية عام 2015، كتبه وأخرجه  بيتر كوزمنسكي،  ويعتبر أول عمل درامي بريطاني يصور نمط الحياة داخل مناطق ما يسمى “الدولة الإسلامية” .
المسلسل من إنتاج الشركة البريطانية أرتشيري بيكتشرز، بدأ عرضه في 20 أغسطس 2017 على القناة البريطانية الرابعة على ثم على ناشيونال جيوغرافيك الأمريكية. وهو من بطولة سام أوتو، وأوني أوهيارا، وشافاني كاميرون، ورايان ماكين، وبمشاركة ممثلين عرب منهم هيام عباس وعلي سليمان وميساء عبد الهادي، وكريم قاسم، ويروي قصة بريطانيين، رجلين وإمرأتين وطفل، يغادرون بريطانيا ويتسللون إلى سوريا للمشاركة في الجهاد ضمن دولة الخلافة.
اثار المسلسل جدلاً واسعاً في بريطانيا منذ الإعلان عن عرضه عبر القناة البريطانية الرابعة، حيث اتهم من ناحية بتطبيع «داعش» وتصويرها بشكل انساني، في حين اعتبره جزء اخر محاولة جريئة لفهم هذه الظاهرة. 

## روابط خارجية
- ذا ستيت على موقع IMDb (الإنجليزية)
- ذا ستيت على موقع ميتاكريتيك (الإنجليزية)
- ذا ستيت على موقع روتن توميتوز (الإنجليزية)
- ذا ستيت على موقع ليتربوكسد (الإنجليزية)
- ذا ستيت على موقع كينوبويسك (الروسية)
- ذا ستيت على موقع ألو سيني (الفرنسية)
- ذا ستيت على موقع قاعدة بيانات الفيلم (الإنجليزية)